# Мартос Петро Іванович
Петро́ Іва́нович Марто́с (1811(1809), Полтавська губернія — близько 1880) — український землевласник, видавець. Гімназійний товариш Миколи Гоголя. Видавець «Кобзаря». Представник козацького старшинського роду Мартосів.

## Життєпис
Народився близько 1811 року в родині полтавського поміщика.
Початкову освіту здобув у домашніх умовах. У 1822 —1827 роках навчався у Ніжинській гімназії вищих наук поряд з Євгеном Гребінкою, Нестором Кукольником, Аполлоном Мокрицьким, Віктором Забілою. Заприятелював з Миколою Гоголем.
Був шанувальником декабристів. Разом з Миколою Прокоповичем та Олександром Данилевським розповсюджував у межах гімназії вірш Кіндрата Рилєєва «Друзья мои, друзья свободы».
Восени 1826-го року, за розповсюдження віршів, що пропагували вільнодумство, зокрема авторства Пушкіна, Мартоса з приятелями було покарано різками, а Петра — виключено з закладу.
1827 року почав службу в 2-му українському уланському полку. Через 10 років подав у відставку. Вже бувши поміщиком оселився у селі в Лохвицькому повіті.
Щозими відвідував літературні салони своїх товаришів з гімназії. Там також бував Тарас Шевченко разом із Михайлом Глінкою та Карлом Брюлловим.
Помер близько 1880-го року.

## Видавнича діяльність

### Рукописний журнал «Метеор литературы»
У листі до Петра Бартєнєва Мартос пише, що 1826-го року видавав рукописний журнал «Метеор литературы». Багато років потому філолог та бібліограф Степан Пономарьов отримав один із примірників цього журналу, що його переписав ще молодий Микола Гоголь. Він написав про це статтю для «Киевской старины», однак про стосунок Мартоса до цього примірника не згадав.

### Збірка «Кобзар»
26 квітня 1840-го року, коштом Петра, світ побачив «Кобзаря».
Передувала цьому ситуація, коли Мартос попросив Тараса Шевченка написати йому портрет, але не мав чим заплатити. Тоді він домовився з Шевченком, і з допомогою цензора Петра Корсакова та видавця Єгора Фішера, було видано збірку віршів Тараса — «Кобзар». Один з віршів «Кобзаря» було видано з присвятою Петрові. Однак, у наступних публікаціях Т. Шевченко зняв її.